# 毀損
| ウィキペディアには「毀損」という見出しの百科事典記事はありません（タイトルに「毀損」を含むページの一覧/「毀損」で始まるページの一覧）。 代わりにウィクショナリーのページ「毀損」が役に立つかもしれません。 |